# Gigi Proietti
Luigi " Gigi " Proietti (n. 2 noiembrie 1940, Roma, Regatul Italiei – d. 2 noiembrie 2020, Roma, Italia) a fost un actor, actor vocal, comediant, regizor, muzician, cântăreț și prezentator de televiziune italian

## Biografie

### Tinerețe
S-a născut la Roma, fiul lui Romano Proietti, născut in Umbria, și Giovanna Ceci, casnică.  În tinerețe ar fi dorit să cânte la chitară, la pian, acordeon și contrabas în mai multe cluburi de noapte romane.  S-a înscris la Facultatea de Drept de la Universitatea La Sapienza, unde a început să urmeze cursurile de mimică ale Centrului de Teatru Universitar susținut de Giancarlo Cobelli, care a remarcat imediat calitățile sale de muzician și l-a angajat intr-o piesă de avangardă. 

### Cariera in actorie
După mai multe piese de teatro, în 1966, Proietti a debutat atât în cinematografie, în Le piacevoli notti (Nopți plăcute), cât și in televiziune, în serialul TV I grandi camaleonti .  Primul său succes personal a avut loc în 1971, când l-a înlocuit pe Domenico Modugno în musicalul Alleluja brava gente de Garinei & Giovannini, alături de Renato Rascel. 
După ce a jucat în 1974 rolul lui Neri Chiaramantesi în drama La cena delle beffe, alături de Carmelo Bene și Vittorio Gassman, în 1976 a început o fructuoasă colaborare cu dramaturgul Roberto Lerici, cu care a scris și regizat piesele sale scenice, începând cu one-man show A me gli occhi, please (1976, în scenă în 1993, 1996 și 2000, într-o reprezentație memorabilă la Stadionul Olimpic din orașul său natal).  Spectacolul obține un succes senzațional; planificată inițial să fie interpretată de 6 ori, a depășit 300 de spectacole, cu o audiență medie de 2.000 pe spectacol. 
A luat parte la câteva filme internaționale, printre care The Appointment (1969), în regia lui Sidney Lumet, A Wedding (1978), în regia lui Robert Altman și Who Is Killing the Great Chefs of Europe? (1978), în regia lui Ted Kotcheff.
Proietti este, de asemenea, un actor de voce de filme și emisiuni de televiziune în limba italiană. A dublat câțiva actori celebri, printre care Robert De Niro, Sean Connery, Sylvester Stallone, Richard Burton, Richard Harris, Dustin Hoffman, Paul Newman, Charlton Heston și Marlon Brando. Printre creditele sale se numără rolul Genie în versiunea italiană a seriei de filme Aladdin și Draco în Dragonheart .  De asemenea, a oferit vocea italiană a lui Gandalf în seria de filme The Hobbit, înlocuindu-l pe regretatul Gianni Musy, care l-a dublat în Stăpânul inelelor, precum și pe Sylvester de la Looney Tunes în anii 1960.

### Cariera muzicală
Proietti s-a interesat de muzică încă din tinerețe.  În timp ce cânta în cluburi de noapte și baruri în aer liber, inițial nu a fost interesat a urma o carieră de actorie. Proietti a interpretat piesa tematică de deschidere și de închidere a trasmisiunii Il circolo Pickwick, care a fost difuzată pe Rai 1 în 1968 și în acel moment l-a întâlnit pe Lucio Battisti, care semnase un contract cu casa de discuri Dischi Ricordi.
La mijlocul anilor 1990, Proietti era membru al Trio Melody alături de Peppino di Capri și Stefano Palatresi. Grupul a fost activ de la Sanremo Music Festival 1995 și până în 1996, lansând un singur album. Proietti a continuat într-o carieră solo și a lansat peste 11 albume și 15 single-uri.

### Viața personală
Proietti a fost căsătorit cu ghidul turistic suedez Sagitta Alter din 1967 și au avut două fiice, Susanna și Carlotta. Nepotul său Raffaele urmează și el o carieră de dublare. 
La 30 septembrie 2013, Proietti a primit cetățenia onorifică a orașului Viterbo. 

#### Moarte
La 1 noiembrie 2020, Proietti a avut un infarct în timp ce se afla în spital, fiind internat cu cincisprezece zile înainte pentru probleme legate de inimă. Transferat în terapie intensivă, condițiile sale au fost descrise ca fiind critice.  A murit a doua zi, în primele ore ale zilei de 2 noiembrie 2020, exact in ziua in care implinea 80 de ani. 

## Filmografie selectată
| Year | Title                                     | Director                           | Role                                                                     |
| ---- | ----------------------------------------- | ---------------------------------- | ------------------------------------------------------------------------ |
| 1964 | Let's Talk About Women                    | Ettore Scola                       | Omero                                                                    |
| 1966 | Pleasant Nights                           | Armando Crispino Luciano Lucignani | Mario Di Colli                                                           |
| 1967 | Catch as Catch Can                        | Franco Indovina                    | Make-up man                                                              |
| 1968 | A Complicated Girl                        | Damiano Damiani                    | Pietro                                                                   |
| 1969 | The Appointment                           | Sidney Lumet                       | Fabre                                                                    |
| 1969 | The Libertine                             | Pasquale Festa Campanile           | Sandro Maldini                                                           |
| 1970 | Brancaleone at the Crusades               | Mario Monicelli                    | Death / Pattume / Colombino                                              |
| 1970 | Dropout                                   | Tinto Brass                        | Cieco                                                                    |
| 1970 | The Howl                                  | Tinto Brass                        | Carlo "Coso"                                                             |
| 1971 | Lady Liberty                              | Mario Monicelli                    | Michael Bruni                                                            |
| 1971 | Bubù                                      | Mario Bolognini                    | Giulio the thief                                                         |
| 1972 | Gli ordini sono ordini                    | Franco Giraldi                     | Mario Pasini                                                             |
| 1973 | La Tosca                                  | Luigi Magni                        | Mario Cavaradossi                                                        |
| 1973 | Property Is No Longer a Theft             | Elio Petri                         | Paco                                                                     |
| 1974 | Le farò da padre                          | Alberto Lattuada                   | Saverio Mazzacolli                                                       |
| 1975 | Conviene far bene l'amore                 | Pasquale Festa Campanile           | Professor Enrico Coppola                                                 |
| 1976 | Febbre da cavallo                         | Steno                              | Bruno "Mandrake" Fioretti                                                |
| 1976 | House of Pleasure for Women               | Pupi Avati                         | Ivano Zuccoli                                                            |
| 1976 | The Inheritance                           | Mauro Bolognini                    | Pippo Ferramonti                                                         |
| 1976 | Languid Kisses, Wet Caresses              | Alfredo Angeli                     | Orfeo Scardamazzi                                                        |
| 1977 | Beach House                               | Sergio Citti                       | Gigi                                                                     |
| 1978 | A Wedding                                 | Robert Altman                      | Dino Corelli I                                                           |
| 1978 | Who Is Killing the Great Chefs of Europe? | Ted Kotcheff                       | Ravello                                                                  |
| 1979 | Happy Hobos                               | Sergio Citti                       | The Hotel Keeper                                                         |
| 1980 | I Don't Understand You Anymore            | Sergio Corbucci                    | Alberto Spinelli                                                         |
| 1983 | "FF.SS."                                  | Renzo Arbore                       | Curtatone                                                                |
| 1993 | Mille bolle blu                           | Leone Pompucci                     | Narrator                                                                 |
| 1994 | Revenge of the Musketeers                 | Bertrand Tavernier                 | Cardinal Mazarin                                                         |
| 1999 | Dirty Linen                               | Mario Monicelli                    | Professor Rodolfo Melchiorri                                             |
| 2002 | Febbre da cavallo - La mandrakata         | Carlo Vanzina                      | Bruno "Mandrake" Fioretti                                                |
| 2004 | The Jokes                                 | Carlo Vanzina                      | God / Waiter / Mexican Singer / Farmer Lawyer and his client / Conductor |
| 2008 | Un'estate al mare                         | Carlo Vanzina Enrico Vanzina       | Giulio                                                                   |
| 2009 | Un'estate ai Caraibi                      | Carlo Vanzina                      | Alberto                                                                  |
| 2010 | La vita è una cosa meravigliosa           | Carlo Vanzina                      | Claudio                                                                  |
| 2011 | All at Sea                                | Matteo Cerami                      | Nino                                                                     |
| 2011 | Box Office 3D: The Filmest of Films       | Ezio Greggio                       | Professor Silenzio                                                       |
| 2013 | Indovina chi viene a Natale?              | Fausto Brizzi                      | Leonardo Sereni                                                          |
| 2014 | Ma tu di che segno sei?                   | Neri Parenti                       | Giuliano De Marchis                                                      |
| 2017 | The Prize                                 | Alessandro Gassmann                | Giovanni Passamonte                                                      |
| 2019 | Pinocchio                                 | Matteo Garrone                     | Mangiafuoco                                                              |

### Televiziune
- Tigrii lui Mompracem (1974) - Sandokan
- Villa Arzilla (1990–1991) - Il giardiniere
- Restaurant italian (1994) - Giulio Broccoli
- Il maresciallo Rocca (1996–2005) - Mar. Giovanni Rocca
- L'avvocato Porta (1997-2000)
- Saint Philip Neri: I Prefer Heaven (2010, TV Movie) - San Filippo Neri

## Roluri de dublare

### Animație
- Genie în Aladdin (1992), Întoarcerea lui Jafar și Aladdin și Regele hoților
- Pisica Sylvester în Looney Tunes (1960–1970)
- Bryan în Happy Feet Two
- Devon / Cornwall în Quest for Camelot

### Acțiuni live
- Gandalf în Hobbitul: o călătorie neașteptată, Hobbitul: pustiirea lui Smaug și Hobbitul: bătălia celor cinci armate
- Lenny Bruce în Lenny
- Inspectorul Ginko în Pericol: Diabolik
- John "Johnny Boy" Civello în Străzile Mean
- Monroe Stahr în Ultimul magnat
- Sam "Ace" Rothstein în cazinou
- Johnny Kovak în FIST
- Rocky Balboa în Rocky
- George în Cine se teme de Virginia Woolf?
- Regele Arthur în Camelot
- John Morgan în Un om numit cal
- Draco în Dragonheart
- Alfred Hitchcock în Hitchcock
- Sam Varner în The Stalking Moon
- The Sultan in Aladdin (2019)
- Paris Pitman Jr. în There Was a Crooked Man. . .
- Jucătorul King în Hamlet
- Marcu Antonio în Iulius Cezar
- Weldon Penderton în Reflections in a Golden Eye
- Jim Beckley în Action Man
- Bob Larkin în Firecreek
- Cass Henderson în Orice miercuri
- Helmut Wallenberg în Salon Kitty
- James Langdon în Neînvinsul
- Buffalo Bill în Buffalo Bill și indienii sau Lecția de istorie a lui Sitting Bull
- Godefroy în Vizitatorii
- Lorenzo St. DuBois în Producătorii
- Enzo în Arta cursei în ploaie
- Norocos în Norocos, Nescrutabilul

## Premii și nominalizări
- Premiile Nastro d'Argento
  - 1997: Nastro d'Argento pentru cel mai bun dublare masculină pentru dublarea lui Robert De Niro în Casino
  - 2003: Nastro d'Argento pentru cel mai bun actor pentru Febbre da cavallo - La mandrakata
  - 2018: Premiul Nastro d'Argento pentru carieră